# Jazzhouse
Albums de Bill Evans
Bill Evans at the Montreux Jazz Festival You're Gonna Hear From Me
Jazzhouse est un album du pianiste de jazz Bill Evans enregistré en 1969 et édité en 1987.

## Historique
Les titres qui composent cet album ont été enregistrés en public, le 24 novembre 1969, au club Jazzhus Montmartre à Copenhague (Danemark).
Ce concert fut enregistré à titre privé par le Danish Jazz Centre. Helen Keane, ayant eu connaissance de l'existence de ces bandes par Karl Knudesn et Peter H. Larsen, en racheta les droits vers 1987 pour les éditer sous forme de disques sur le label Milestone.
On trouvera d'autres titres provenant du même concert sur l'album You're Gonna Hear From Me.
Les notes de pochette sont d'Helen Keane et Marty Morell.

## Titres de l’album
| No | Titre                    | Auteur                                       | Durée |
| -- | ------------------------ | -------------------------------------------- | ----- |
| 1. | How Deep Is the Ocean ?  | Irving Berlin                                | 5:45  |
| 2. | How My Heart Sings       | Earl Zindars                                 | 3:52  |
| 3. | Goodbye                  | Gordon Jenkins                               | 3:40  |
| 4. | Autumn Leaves            | Joseph Kosma, Jacques Prévert, Johnny Mercer | 5:28  |
| 5. | California, Here I Come  | Buddy DeSylva, Joseph Meyer                  | 2:59  |
| 6. | A Sleepin' Bee           | Harold Arlen, Truman Capote                  | 4:21  |
| 7. | Polka Dots and Moonbeams | Johnny Burke, Jimmy Van Heusen               | 3:38  |
| 8. | Stella by Starlight      | Ned Washington, Victor Young                 | 5:39  |
| 9. | Five                     | Bill Evans                                   | 2:02  |

## Personnel
- Bill Evans : piano
- Eddie Gomez : contrebasse
- Marty Morell : batterie

## Note
1. ↑  Peter H; Larsen est l'auteur de la première discographie de Bill Evans distribuée dans le commerce : Turn out the stars (édition à compte d'auteur), 1984